# September (cantora)
Petra Linnea Paula Marklund (Estocolmo, 12 de setembro de 1984), conhecida anteriormente por seu pseudônimo September e atualmente como Petra Marklund, é uma cantora, compositora e apresentadora sueca. Petra Marklund ficou conhecida mundialmente através de seu nome artístico anterior "September" a partir de 2006, com a canção "Satellites" e em seguida, com "Cry for You" em 2007, fazendo um grande sucesso e tornando-se um bem popular ao longo dos anos, liderando as paradas musicais em vários países, vendendo mais de 1 milhão de cópias mundialmente. Dentre os países, a canção se tornou sucesso no Brasil, Estados Unidos, Canadá, França, Polônia, Reino Unido e Suécia. A canção conta com mais 87 milhões de reproduções atualmente no Spotify e mais de 41 milhões de visualizações no YouTube.
De 2012-atualmente, Petra também possui canções de sucesso em sueco, sendo Händerna mot himlen, com mais de 77 milhões de reproduções no Spotify e Sanningen as que ficaram bem populures pela Suécia e um pouco pelos arredores do mundo, contendo indiretamente, vestígios de seus trabalhos anteriores na primeira canção citada, mas com um gênero musical mais indie. September possui no total, 10 álbuns (fora as compilações lançadas pela Europa) lançados ao longo de sua carreira.

## História
Petra canta desde os 12 anos de idade e começou à lançar músicas em estúdios a partir de 1999, mas sem sucesso comercial. Em 2003, já com 18 anos, teve seu primeiro hit na Suécia com a canção "La la la (Never Give It Up)", que atingiu a oitava posição, seguido pelo single "We Can Do It", sua segunda música no top 10 do seu país. Em fevereiro de 2004, ela lançou seu primeiro álbum September com o terceiro single "September All Over", que chegou à posição de número 8. Em 2005 lançou "Satellites", o primeiro hit de seu segundo álbum "In Orbit", que se tornou o seu maior hit. A canção está atualmente na posição 139 das músicas mais vendidas na Suécia em todos os tempos. Outras lançadas a partir do segundo álbum é "Looking for Love", "Flowers on the Grave" "It Doesn't Matter" e "Cry for You".
Em setembro de 2006 ela lançou seu single "Satellites" na América, onde conseguiu sucesso alcançando o número 8 no Billboard Hot Dance Airplay. Em 3 de Junho de 2006 ela lançou "Cry for You", seu single de maior sucesso em todo o mundo que entrou nas paradas de mais de 20 países. Nos Estados Unidos, atingiu e manteve o topo da Hot Dance Airplay por três semanas.
September foi a primeira a representar a Suécia em setembro de 2007, quando participou do Festival Sopot, na Polônia. Seus adversários foram cantores como Sophie Ellis-Bextor, Thierry Amiel, The Cloud Room e Monrose. Foi classificada em terceiro de acordo com a platéia, e na segunda votação por um voto do júri.
Em 20 de Junho de 2007 lançou um novo single na Suécia, "Can't Get Over". O single foi seguido pela publicação do terceiro álbum de Petra "Dancing Shoes". O álbum atingiu a posição 12. O segundo single extraído é chamado "Until I Die" e chegou a posição número 5 do ranking sueco. É um sucesso na América desde 27 de Novembro de 2007 quando foi lançada nos Estados Unidos.
Durante esse período todo como September, Petra Marklund conseguiu um certo destaque, no qual buscou sempre inovar o seu estilo e o de suas canções. Porém em seu país natal, Suécia, September não era necessariamente popular por lá. Para que a mesma pudesse se destacar por lá, foi convidada para participar de um programa sueco muito popular no país, o "Så mycket bättre", ao lado de outros artistas suecos, em 2011!
E foi assim, que Petra conseguiu um grande destaque pela Suécia, com um cover de "Mikrofonkåt", canção do rapper sueco Petter. Nessa época, Petra lançou seu último álbum como September, intitulado "Love CPR". Pela Suécia, Petra vendeu impressionadamente mais de 80.000 cópias do álbum, tornando-se o álbum mais vendido e bem sucedido da carreira de Petra Marklund até o momento.

## Discografia
| Álbuns de estúdio - 2002 - September - 2005 - In Orbit - 2007 - Dancing Shoes - 2011 - Love CPR - 2012 - Inferno - 2015 - Ensam inte stark - 2021 - "Frimärken" | Compilações - 2005 - September UK Version - 2008 - Dancing In Orbit |

## Singles
| Ano         | Título                        | Álbum         | Melhor posição | Melhor posição | Melhor posição | Melhor posição | Melhor posição | Melhor posição | Melhor posição | Melhor posição | Melhor posição | Melhor posição | Melhor posição | Melhor posição | Melhor posição | Melhor posição | Melhor posição | Melhor posição | Melhor posição | Melhor posição |
| Ano         | Título                        | Álbum         | SUE            | FIN            | ESP            | GBR            | EUA            | CAN            | ROM            | ISR            | RUS            | POL            | HOL            | IRL            | DIN            | CZE            | FRA            | ALE            | AUS            | EUA            |
| ----------- | ----------------------------- | ------------- | -------------- | -------------- | -------------- | -------------- | -------------- | -------------- | -------------- | -------------- | -------------- | -------------- | -------------- | -------------- | -------------- | -------------- | -------------- | -------------- | -------------- | -------------- |
| 2003        | "La la la (Never Give It Up)" | September     | 8              | 56             | —              | —              | —              | —              | 7              | —              | 4              | —              | —              | —              | —              | —              | —              | —              | —              | –              |
| 2003        | "We Can Do It"                | September     | 10             | —              | —              | —              | —              | —              | 70             | —              | —              | —              | —              | —              | —              | —              | —              | —              | —              | –              |
| 2004        | "September All Over"          | September     | 8              | —              | —              | —              | —              | —              | 14             | —              | —              | —              | —              | —              | —              | —              | —              | —              | —              | –              |
| 2005        | "Satellites"                  | In Orbit      | 4              | 18             | 1              | —              | 8              | —              | 5              | 3              | —              | 3              | —              | —              | —              | —              | —              | —              | —              | –              |
| 2005        | "Looking for Love"            | In Orbit      | 17             | —              | 15             | —              | —              | —              | 73             | 3              | —              | 2              | —              | —              | —              | —              | —              | —              | —              | –              |
| 2006        | "Flowers on the Grave"        | In Orbit      | —              | —              | —              | —              | —              | —              | —              | —              | —              | —              | —              | —              | —              | —              | —              | —              | —              | –              |
| 2006        | "It Doesn' Matter"            | In Orbit      | —              | —              | —              | —              | —              | —              | 66             | —              | 121            | 20             | —              | —              | —              | —              | —              | —              | —              | –              |
| 2006        | "Cry for You"                 | In Orbit      | 6              | 13             | 30             | 5              | 74             | 33             | 10             | 7              | 7              | 5              | 4              | 8              | 10             | 1              | 6              | 11             | 14             | 74             |
| 2007        | "Can't Get Over"              | Dancing Shoes | 5              | 10             | 6              | —              | 12             | —              | 28             | —              | —              | 7              | 28             | —              | —              | —              | —              | —              | —              | –              |
| 2007        | "Until I Die"                 | Dancing Shoes | 5              | 6              | —              | —              | —              | —              | 29             | —              | —              | 6              | —              | —              | —              | —              | —              | —              | —              | –              |
| 2008        | "Because I Love You"          | Dancing Shoes | 55             | —              | —              | —              | —              | —              | —              | —              | —              | 57             | —              | —              | —              | —              | —              | —              | —              | –              |
| 2011        | "Mikrofonkåt"                 | Love CPR      | —              | —              | —              | —              | —              | —              | —              | —              | —              | —              | —              | —              | —              | —              | —              | —              | —              | –              |
| 2011        | "Resuscitate Me"              | Love CPR      | —              | —              | —              | —              | —              | —              | —              | —              | —              | —              | —              | —              | —              | —              | —              | —              | —              | –              |
| 2011        | "Me And My Microphone"        | Love CPR      | —              | —              | —              | —              | —              | —              | —              | —              | —              | —              | —              | —              | —              | —              | —              | —              | —              | –              |
| Top 10 Hits | Top 10 Hits                   | Top 10 Hits   | 7              | 2              | 2              | 1              | 1              | —              | 3              | 3              | 2              | 5              | 1              | 1              | 1              | 1              | 1              | —              | —              | –              |

### Participações
| Ano  | Título                               | Álbum     | Melhor posição | Melhor posição | Melhor posição |
| Ano  | Título                               | Álbum     | BUL            | MAC            | EUR            |
| ---- | ------------------------------------ | --------- | -------------- | -------------- | -------------- |
| 2008 | "Breathe" (Schiller feat. September) | Sehnsucht | 9              | 1              | 228            |